# 漫湾镇 (云县)
漫湾镇，是中华人民共和国云南省临沧市云县下辖的一个乡镇级行政单位。

## 行政区划
漫湾镇下辖以下地区：
漫湾村、嘎止村、昔宜村、草子地村、密竹林村、白莺山村、核桃林村、酒房村、水井村、新村和慢光村。